# Hylaeus heteroclitus
Hylaeus heteroclitus är en biart som beskrevs av Hirashima 1967. Hylaeus heteroclitus ingår i släktet citronbin, och familjen korttungebin. Inga underarter finns listade i Catalogue of Life.